# جون ديفيس (لاعب كريكت ويلزي)
جون ديفيس (26 مارس 1939 في المملكة المتحدة - ) (بالإنجليزية: John Davis)‏ هو لاعب كريكت بريطاني. لعب مع Hertfordshire County Cricket Club ‏ ونادي مقاطعة غلاموركن للكريكت ‏ ونادي الكريكت في جامعة أكسفورد ‏.

## وصلات خارجية
- جون ديفيس (لاعب كريكت ويلزي) على موقع إي آس بي آن كريك إنفو (الإنجليزية)